# 별책 소년 매거진
별책 소년 매거진(別冊少年マガジン べっさつしょうねんマガジン[*], BESSATSU SHONEN MAGAZINE)는 고단샤(강담사)에서 발행되는 일본의 월간 소년 만화 잡지로 2009년 9월 9일 창간되었다. 발매일은 매월 9일.

## 주요 연재 작품
- 《진격의 거인》
- 《신세계에서》
- 《한때는 신이었던 짐승들에게》
- 《UQ HOLDER!》
- 《페어리 곤》